# Baseodiscus lineolatus
Baseodiscus lineolatus är en djurart som tillhör fylumet slemmaskar, och. Baseodiscus lineolatus ingår i släktet Baseodiscus och familjen Valenciniidae. Inga underarter finns listade i Catalogue of Life.